# Valasaravakkam
Valasaravakkam é um cidade no distrito de Thiruvallur, no estado indiano de Tamil Nadu.

## Demografia
Segundo o censo de 2001, Valasaravakkam tinha uma população de 30,265 habitantes. Os indivíduos do sexo masculino constituem 52% da população e os do sexo feminino 48%. Valasaravakkam tem uma taxa de literacia de 89%, superior à média nacional de 59.5%: a literacia no sexo masculino é de 90% e no sexo feminino é de 87%. Em Valasaravakkam, 8% da população está abaixo dos 6 anos de idade.